# Eccellenza Trentino-Alto Adige 2012-2013
Il campionato di Eccellenza Trentino-Alto Adige 2012-2013 è stato il ventiduesimo organizzato in Italia. Rappresenta il sesto livello del calcio italiano.
Questo è il girone organizzato dal Comitato Regionale della regione Trentino-Alto Adige, ove il campionato è anche noto con il nome tedesco di Oberliga (letteralmente "lega superiore").
Al campionato di Eccellenza del Trentino-Alto Adige partecipano 16 squadre: 11 hanno mantenuto la categoria, e 5 sono state promosse dalla Promozione (Dro, Comano Terme, Levico Terme, S.Martino Passiria e Bolzano).

## Squadre partecipanti
| Club                       | Città                                |
| -------------------------- | ------------------------------------ |
| S.S.V. Ahrntal             | S.Giovanni in Valle Aurina (BZ)      |
| U.S.D. Alense              | Ala (TN)                             |
| Football Club Bolzano 1996 | Bolzano                              |
| S.S.V. Brixen OBI          | Bressanone (BZ)                      |
| Comano Terme               | Comano T. (TN)                       |
| Dro                        | Dro (TN)                             |
| A.F.C. Eppan               | Appiano (BZ)                         |
| Levico Terme               | Levico T. (TN)                       |
| A.S.D. Mori Santo Stefano  | Mori (TN)                            |
| S.S.V. Naturns             | Naturno (BZ)                         |
| D.F.C. Obermais            | Maia Alta di Merano (BZ)             |
| S.C. Plose                 | S.Andrea in Monte di Bressanone (BZ) |
| A.S.D. Porfido Albiano     | Albiano (TN)                         |
| A.S.V. Salurn Raiffeisen   | Salorno (BZ)                         |
| St.Martin Passeier         | S.Martino in Passiria (BZ)           |
| S.V. Tramin                | Termeno (BZ)                         |

## Classifica finale
|  | Pos. | Squadra            | Pt | G  | V  | N  | P  | GF | GS | DR  |
|  | ---- | ------------------ | -- | -- | -- | -- | -- | -- | -- | --- |
|  | 1.   | Dro                | 52 | 30 | 11 | 19 | 0  | 47 | 31 | +16 |
|  | 2.   | Sankt Martin       | 48 | 30 | 14 | 6  | 10 | 47 | 42 | +5  |
|  | 3.   | Salurn             | 47 | 30 | 13 | 8  | 9  | 37 | 26 | +11 |
|  | 4.   | Ahrntal            | 46 | 30 | 12 | 10 | 8  | 39 | 29 | +10 |
|  | 5.   | Levico Terme       | 45 | 30 | 11 | 12 | 7  | 48 | 42 | +6  |
|  | 6.   | Comano Terme       | 45 | 30 | 12 | 9  | 9  | 31 | 26 | +5  |
|  | 7.   | Eppan              | 42 | 30 | 10 | 12 | 8  | 35 | 39 | -4  |
|  | 8.   | Brixen OBI         | 41 | 30 | 11 | 8  | 11 | 40 | 35 | +5  |
|  | 9.   | Mori Santo Stefano | 40 | 30 | 8  | 16 | 6  | 37 | 32 | +5  |
|  | 10.  | Plose              | 37 | 30 | 10 | 7  | 13 | 35 | 44 | -9  |
|  | 11.  | Alense             | 36 | 30 | 9  | 9  | 12 | 38 | 48 | -10 |
|  | 12.  | Tramin             | 35 | 30 | 10 | 5  | 15 | 36 | 38 | -2  |
|  | 13.  | Naturns            | 34 | 30 | 8  | 10 | 12 | 42 | 51 | -9  |
|  | 14.  | Porfido Albiano    | 33 | 30 | 8  | 9  | 13 | 36 | 45 | -11 |
|  | 15.  | Obermais           | 29 | 30 | 6  | 11 | 13 | 38 | 46 | -8  |
|  | 16.  | Bolzano            | 29 | 30 | 6  | 11 | 13 | 28 | 40 | -12 |

Legenda:

      Promossa in Serie D 2013-2014

      Ammessa ai play-off nazionali.

      Retrocesse in Promozione 2013-2014

Note:
Tre punti a vittoria, uno a pareggio, zero a sconfitta.

## Risultati

### Tabellone
|                | AHR | ALE | BOL | BRI | COM | DRO | EPP | LEV | OBE | MOR | NAT | PLO | POR | SAL | STG | TRA |
| Ahrntal        |     | 0-1 | 4-1 | 1-0 | 3-0 | 1-1 | 0-0 | 0-0 | 2-0 | 3-0 | 2-1 | 2-1 | 3-0 | 1-4 | 2-4 | 2-0 |
| Alense         | 1-2 |     | 2-1 | 2-2 | 1-1 | 2-1 | 0-1 | 1-1 | 3-2 | 1-0 | 1-3 | 1-2 | 0-5 | 3-0 | 1-1 | 2-2 |
| Bolzano        | 1-1 | 2-0 |     | 2-1 | 0-1 | 0-1 | 0-1 | 1-1 | 1-0 | 1-2 | 1-1 | 2-2 | 2-0 | 2-4 | 1-1 | 0-2 |
| Brixen         | 1-0 | 2-0 | 0-2 |     | 0-5 | 2-3 | 2-1 | 1-3 | 3-0 | 0-0 | 1-2 | 2-1 | 2-1 | 0-0 | 3-0 | 1-1 |
| Comano T.F.    | 1-1 | 2-1 | 1-1 | 0-0 |     | 0-1 | 0-1 | 1-1 | 2-4 | 2-2 | 1-1 | 3-0 | 2-1 | 1-0 | 1-1 | 2-1 |
| Dro            | 1-1 | 0-0 | 1-1 | 1-1 | 1-0 |     | 2-1 | 2-2 | 2-2 | 0-0 | 1-1 | 1-3 | 1-1 | 1-1 | 2-1 | 2-1 |
| Eppan          | 2-0 | 1-1 | 1-3 | 1-0 | 0-0 | 1-2 |     | 1-1 | 2-1 | 1-1 | 2-2 | 2-2 | 1-3 | 0-3 | 1-1 | 2-4 |
| Levico Terme   | 2-1 | 2-0 | 3-1 | 2-1 | 2-1 | 1-1 | 3-0 |     | 2-0 | 4-0 | 1-1 | 0-5 | 2-1 | 3-1 | 0-1 | 1-2 |
| Obermais       | 1-0 | 1-1 | 1-0 | 0-3 | 0-1 | 0-5 | 1-4 | 3-3 |     | 1-3 | 1-1 | 2-1 | 2-1 | 0-1 | 2-2 | 1-1 |
| Mori S.Stefano | 1-1 | 3-1 | 3-0 | 2-4 | 1-0 | 2-0 | 0-0 | 2-1 | 0-0 |     | 1-1 | 2-2 | 2-0 | 0-1 | 3-0 | 3-3 |
| Naturns        | 2-3 | 1-2 | 2-1 | 0-1 | 0-1 | 2-0 | 3-3 | 2-4 | 2-2 | 0-5 |     | 1-0 | 3-0 | 2-0 | 0-1 | 2-1 |
| Plose          | 1-0 | 2-4 | 2-0 | 1-4 | 2-0 | 0-2 | 2-0 | 3-1 | 0-1 | 1-1 | 1-1 |     | 0-2 | 1-0 | 2-1 | 2-1 |
| Porfido Alb.   | 2-2 | 2-0 | 4-3 | 1-1 | 1-3 | 2-4 | 1-0 | 1-1 | 1-1 | 0-0 | 1-1 | 1-1 |     | 2-1 | 0-1 | 0-1 |
| Salurn         | 1-3 | 1-1 | 1-1 | 2-2 | 2-1 | 1-1 | 0-5 | 1-1 | 2-1 | 0-0 | 3-1 | 1-0 | 2-0 |     | 2-0 | 1-1 |
| St.Martin P.   | 1-0 | 3-0 | 0-5 | 2-0 | 2-1 | 3-0 | 1-0 | 3-1 | 3-3 | 2-1 | 1-0 | 4-0 | 2-1 | 2-0 |     | 1-3 |
| Tramin         | 0-5 | 1-4 | 2-0 | 1-2 | 2-0 | 0-1 | 5-0 | 1-0 | 3-0 | 2-1 | 2-1 | 3-0 | 0-1 | 0-1 | 1-3 |     |

## Fase regionale Coppa Italia Dilettanti
- quest'anno la Fase regionale Trentino-Alto Adige della Coppa Italia Dilettanti cambia formula. I due Comitati Provinciali fanno due tornei separati e le 2 squadre vincitrici disputano la finale regionale. La vincente di questa finale approda alla Fase Nazionale.

### Fase provinciale Bolzano
- a questa fase partecipano 26 squadre : 10 di Eccellenza e le 16 di Promozione.

#### Quarti di finale
| Squadra 1      | Risultato | Squadra 2          |
| -------------- | --------- | ------------------ |
| 26.09.2012     |           |                    |
| Neugries Bozen | 1 - 2     | Weinstraße Süd     |
| Tramin         | 5 - 0     | Plose              |
| Brixen         | 2 - 1     | Ahrntal            |
| Naturns        | 3 - 1     | St.Martin Passeier |
| Obermais       | 3 - 0     | Eppan              |

#### Semifinali

##### Triangolare
| Squadra           | P.ti | G | V | N | P | GF | GS | DR |
| ----------------- | ---- | - | - | - | - | -- | -- | -- |
| 1. Obermais       | 6    | 2 | 2 | 0 | 0 | 6  | 1  | +5 |
| 2. Weinstraße Süd | 3    | 2 | 1 | 0 | 1 | 1  | 4  | -3 |
| 3. Naturns        | 0    | 2 | 0 | 0 | 2 | 1  | 3  | -2 |

| 1ª giornata | Naturns | 1 – 2 | Obermais |  |

| 2ª giornata | Weinstraße Süd | 1 – 0 | Naturns |  |

| 3ª giornata | Obermais | 4 – 0 | Weinstraße Süd |  |

##### Sfida diretta
| Squadra 1                               | Totale | Squadra 2 | Andata | Ritorno |
| --------------------------------------- | ------ | --------- | ------ | ------- |
| andata: 10.10.2012, ritorno: 14.11.2012 |        |           |        |         |
| Tramin                                  | 3 - 5  | Brixen    | 1 - 3  | 2 - 2   |

#### Finale provinciale Bolzano
| Squadra 1        | Risultato   | Squadra 2 |
| ---------------- | ----------- | --------- |
| 1º dicembre 2012 |             |           |
| Brixen           | 2 - 1 (dts) | Obermais  |

| Bolzano 1º dicembre 2012 | Brixen | 2 – 1 (d.t.s.) | Obermais |  |

### Fase provinciale Trento
- a questa fase partecipano 22 squadre : 6 di Eccellenza e le 16 di Promozione.

#### Quarti di finale
| Squadra 1                               | Totale | Squadra 2        | Andata | Ritorno |
| --------------------------------------- | ------ | ---------------- | ------ | ------- |
| andata: 12.09.2012, ritorno: 26.09.2012 |        |                  |        |         |
| Porfido Albiano                         | 5 - 3  | Castelsangiorgio | 3 - 0  | 2 - 3   |
| Villazzano                              | 2 - 4  | Levico Terme     | 2 - 3  | 0 - 1   |
| Calciochiese                            | 0 - 4  | Rovereto         | 0 - 3  | 0 - 1   |
| Comano Terme Fiavè                      | 6 - 4  | Dro              | 3 - 1  | 3 - 3   |

#### Semifinali
| Squadra 1                               | Totale | Squadra 2       | Andata | Ritorno |
| --------------------------------------- | ------ | --------------- | ------ | ------- |
| andata: 24.10.2012, ritorno: 14.11.2012 |        |                 |        |         |
| Comano Terme Fiavè                      | 3 - 2  | Porfido Albiano | 0 - 2  | 3 - 0   |
| Rovereto                                | 1 - 2  | Levico Terme    | 1 - 1  | 0 - 1   |

#### Finale provinciale Trento
| Squadra 1          | Risultato       | Squadra 2    |
| ------------------ | --------------- | ------------ |
| Comano Terme Fiavè | 2 - 2 (5-4 dcr) | Levico Terme |

| Trento 3 dicembre 2012                       | Comano Terme Fiavè   | 2 – 2 (d.t.s.) | Levico Terme |  |
| \| \| \| \| \| \| Tiri di rigore 5 – 4 \| \| |                      |                |              |  |
|                                              |                      |                |              |  |
|                                              | Tiri di rigore 5 – 4 |                |              |  |

### Finale regionale
| Squadra 1          | Risultato       | Squadra 2 |
| ------------------ | --------------- | --------- |
| Comano Terme Fiavè | 1 - 1 (4-2 dcr) | Brixen    |

| Mezzocorona 8 dicembre 2012                  | Comano Terme Fiavè   | 1 – 1 (d.t.s.) | Brixen |  |
| \| \| \| \| \| \| Tiri di rigore 4 – 2 \| \| |                      |                |        |  |
|                                              |                      |                |        |  |
|                                              | Tiri di rigore 4 – 2 |                |        |  |